# 聖母教堂 (特里爾)
聖母教堂（Liebfrauenkirche），位於德國特里爾，與特里爾主教座堂相鄰，座落於特里爾市中心。與馬格德堡主教座堂同為德國最早之哥德式建築。
1951年羅馬教宗將聖母教堂升為「Basilica minor」（次级宗座圣殿），1986年與特里爾其他古羅馬遺址被聯合國教科文組織指定為世界遺產。